# Hana Moll
Hana Moll (* 31. Januar 2005 in Olympia, Washington) ist eine US-amerikanische Leichtathletin, die sich auf den Stabhochsprung spezialisiert hat. Auch ihre Zwillingsschwester Amanda Moll ist als Stabhochspringerin aktiv.

## Sportliche Laufbahn
Hana Moll wuchs im Bundesstaat Washington auf und sammelte 2022 erste internationale Erfahrungen, als sie bei den U20-Weltmeisterschaften in Cali mit übersprungenen 4,35 m die Goldmedaille gewann. Im Jahr darauf brachte sie bei den U23-NACAC-Meisterschaften in San José keinen gültigen Versuch zustande und anschließend gelangte sie bei den Weltmeisterschaften in Budapest mit 4,50 m im Finale auf den neunten Platz.

## Persönliche Bestleistungen
- Stabhochsprung: 4,65 m, 21. August 2023 in Budapest (nordamerikanischer U20-Rekord)
  - Stabhochsprung (Halle): 4,54 m, 28. Januar 2023 in Seattle